# Grégoire Moulin proti lidskosti
Grégoire Moulin proti lidskosti (v originále Grégoire Moulin contre l'humanité) je francouzská filmová komedie z roku 2001, kterou režíroval Artus de Penguern podle vlastního scénáře. Snímek měl světovou premiéru dne 24. října 2001.

## Děj
Grégoire Moulin se narodil v pátek 13. na klinice Franze Kafky. Krátce po narození byl opuštěn rodiči a vychován rozčilující babičkou a strýcem alkoholikem. Ve svých 35 letech vede ponurou existenci na venkově. |Stále bydlí u babičky, je dlouhodobě svobodný a pracuje v pojišťovně. Jednu květnovou neděli se rozhodne odjet do Paříže. A tím začíná jeho noční můra.

## Obsazení
| Artus de Penguern   | Grégoire Moulin          |
| Pascale Arbillot    | Odile Bonheur            |
| Antoine Duléry      | Emmanuel Lacarrière      |
| Didier Bénureau     | Jean-François            |
| Serge Riaboukine    | psychopatický taxikář    |
| Élisabeth Vitali    | Hélène                   |
| Clovis Cornillac    | Jacky                    |
| Philippe Magnan     | Jérome                   |
| François Berland    | Gustave                  |
| Marie-Armelle Deguy | Solange                  |
| Anne Caillon        | Catherine Lacarrière     |
| Michel Bompoil      | Philippe                 |
| Rémy Roubakha       | policista                |
| Pierre Aussedat     | policista                |
| Bruno Slagmulder    | kolega Grégoira Moulina  |
| Anna Gaylor         | knihkupkyně              |
| Thomas Chabrol      | Rodolphe                 |
| Patrice Melennec    | dědeček Grégoira Moulina |
| Valérie Benguigui   | matka Grégoira Moulina   |
| Philippe Hérisson   | otec Grégoira Moulina    |
| Éric Averlant       | řezník                   |

## Ocenění
- César: nominace na nejlepší filmový debut (Artus de Penguern)